# Chile resistencia (Inti-Illimani 6)
Chile resistencia (Inti-Illimani 6), también llamado simplemente Chile resistencia, es el décimo cuarto álbum de estudio de la banda chilena Inti-Illimani. Grabado en Milán en enero de 1977, fue lanzado ese mismo año como un LP por el sello italiano Dischi dello Zodiaco, para posteriormente ser reeditado por otros sellos discográficos en formado de CD.
Este es el sexto álbum de estudio grabado y publicado por la banda en Italia, luego de su exilio en dicho país producto del Golpe de Estado en Chile de 1973.

## Lista de canciones[4]
| N.º   | Título                                | Escritor(es)                                 | Duración |  |
| 1.    | «Chile Resistencia»                   | Sergio Ortega                                | 2:21     |  |
| 2.    | «Luchín»                              | Víctor Jara                                  | 3:03     |  |
| 3.    | «Creemos el hombre nuevo»             | Rafael Alberti, Giorgio Gaslini              | 2:38     |  |
| 4.    | «Naciste de los leñadores»            | Pablo Neruda, Sergio Ortega                  | 5:28     |  |
| 5.    | «Todas las lluvias»                   | Desiderio Arenas, José Seves                 | 2:52     |  |
| 6.    | «América novia mía»                   | Patricio Manns                               | 3:29     |  |
| 7.    | «A Luis Emilio Recabarren»            | Víctor Jara                                  | 2:35     |  |
| 8.    | «No nos someterán»                    | Inti-Illimani, Sergio Ortega                 | 2:33     |  |
| 9.    | «Juanito Laguna remonta un barrilete» | Hamlet Lima Quintana, René Cosentino         | 4:57     |  |
| 10.   | «Alborada vendrá»                     | Inti-Illimani, Claudio Iturra, Sergio Ortega | 2:46     |  |
| 32:48 |                                       |                                              |          |  |

## Créditos
Inti-Illimani
- Max Berrú
- José Miguel Camus
- Jorge Coulón
- Horacio Durán
- Horacio Salinas
- José Seves